# Judge Jules

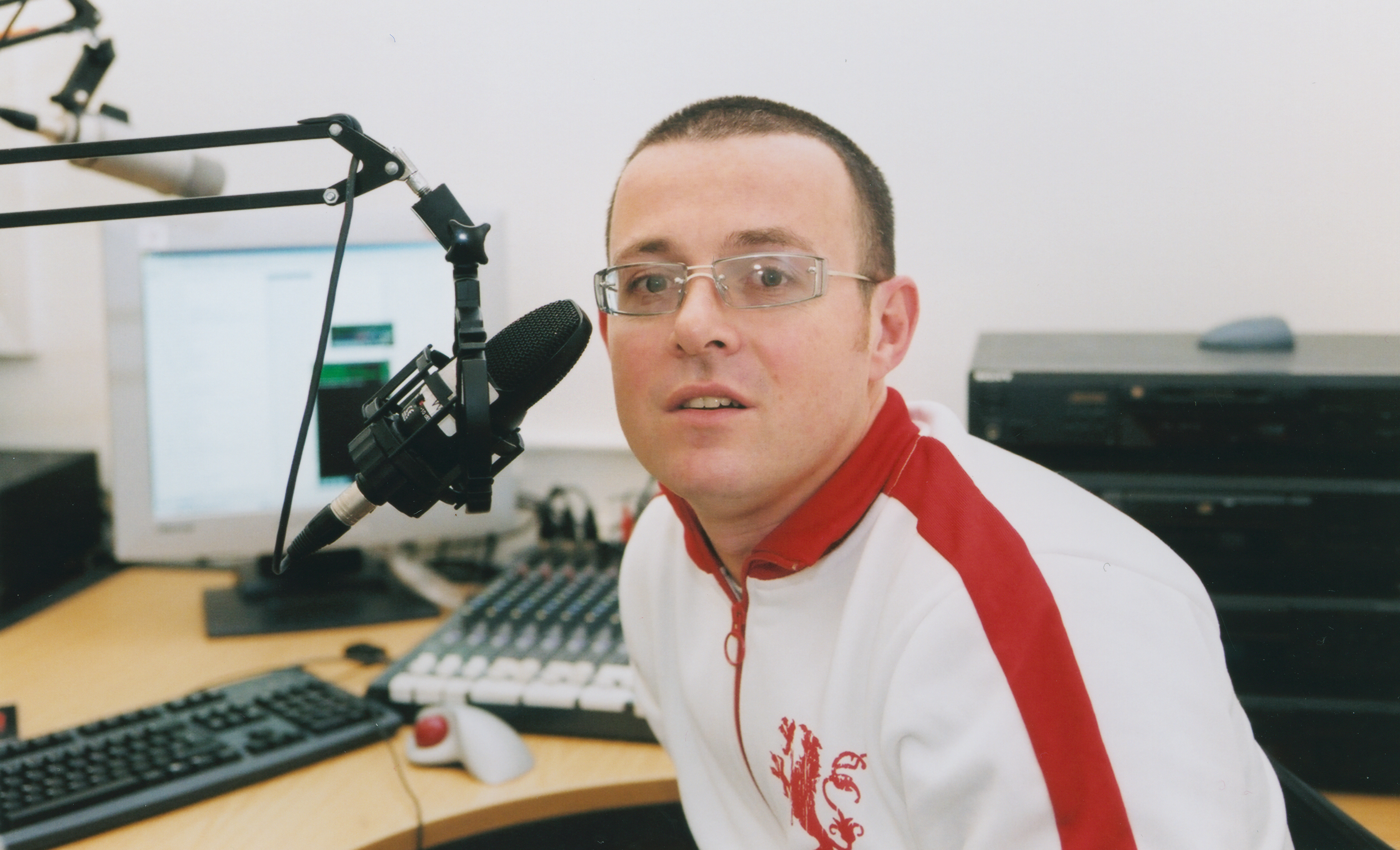
Judge Jules

Judge Jules is de artiestennaam van de Engelse dj Julius O'Riordan (26 oktober 1966). 
Zijn bijnaam verwierf hij door zijn studie recht aan de London School of Economics. Hij begon zijn carrière als dj bij de toenmalige piratenzender Kiss FM waarna hij in 1997 overstapte naar BBC Radio 1. Hij presenteerde aldaar van 1997 tot 2012 op de vrijdagavond een vast programma. Hij wordt gezien als een van de meest invloedrijke trance dj's anno 2005 in Engeland.
Jules werkt ook als producer onder de naam Hi-Gate en als dj in verschillende clubs, waaronder gedurende het gehele zomerseizoen op Ibiza. Ook maakt hij singles als Angelic. In 2005 werkt hij samen met Michael Woods en zijn zus Marcella Woods op de single So Special.
Als gepassioneerd Arsenal-fan en voetballiefhebber is hem in 2005 gevraagd om de officiële herkenningsmelodie van de Engelse Premier League te remixen.